# Miss Teen USA 2016
Miss Teen USA 2016, fue la 34.ª edición del certamen Miss Teen USA, cuya final se llevó a cabo el 30 de julio de 2016 en el El Venetian Resort Hotel Casino en Las Vegas, Nevada, Estados Unidos; siendo la primera vez desde el 2007 que dicho certamen se realice dentro de Estados Unidos, al igual que fue la primera vez que la ciudad de Las Vegas acoja el evento. Candidatas provenientes de los 50 estados del país y el Distrito de Columbia compitieron por el título. Al final del evento Katherine Haik, Miss Teen USA 2015 de Luisiana coronó a Karlie Hay de Texas como su sucesora, que luego concursó en Miss Teen Universe 2016
Dicho evento fue conducida por el animador estadounidense Cody Johns y por Miss USA 2015 y segunda finalista en Miss Universo 2015 Olivia Jordan. El artista a cargo de amenizar la velada fue el cantante de pop estadounidense y ganador de la decimocuarta temporada del reality estadounidense American Idol Nick Fradiani.

## Resultados
| Posiciones         | Delegada |
| ------------------ | --- |
| Miss Teen USA 2016 | - Texas - Karlie Hay |
| Primera Finalista  | - Carolina del Norte - Emily Wakeman |
| Segunda Finalista  | - Carolina del Sur - Marley Stokes |
| Tercera Finalista  | - Alabama - Erin Snow |
| Cuarta Finalista   | - Nevada - Carissa Morrow |
| Top 15             | - California - Athenna Crosby - Dakota del Sur - Makenzie Falcon - Delaware - Emily Hutchison - Georgia - Bentley Wright - Illinois - Olivia Pura - Luisiana - Ellie Picone - Misuri - Dallas Ezard - Ohio - Olivia Turk - Tennessee - Savannah Chrisley - Vermont - Tammy Vujanovic |

## Áreas de competencia

### Competencia preliminar
El día 29 de julio, todas las concursantes desfilaron en traje de noche (elegidos al gusto de cada concursante) y en traje de atletismo (reemplazarlo al traje de baño) (similares para todas) durante la competencia preliminar, llamado por la organización Espectáculo de Presentación. Ellas también fueron entrevistadas en privado por un jurado preliminar. 

### Final
La noche final fue transmitida en vivo por Facebook y YouTube a todo el mundo y Xbox Live a 19 países desde el teatro de El Venetian en Las Vegas, Nevada en el 30 de julio de 2016. El transmisión de Xbox Live será disponible en Xbox 360, Xbox One y dispositivos de Windows 10, incluye el Surface Hub y HoloLens.
El grupo de 15 cuartofinalistas se dio a conocer durante la competencia final. Este grupo estuvo conformado de la siguiente manera:
- El jurado preliminar eligió a las concursantes que más destacaron en las tres áreas de competencia durante la etapa preliminar, otorgando nueve lugares para la noche final.
- La organización Miss Teen USA otorgó otros seis lugares para aquellas candidatas que, a consideración de la organización y el personal de Miss Universo, son una buena opción para coronarse como ganadora, basándose en su desempeño durante las actividades del concurso y apreciación personal de los miembros de la organización.

Estas 15 cuartofinalistas fueron evaluadas por un Jurado final:
- Las 15 cuartofinalistas desfilaron en una nueva ronda en traje de atletismo y desfilaron en traje de noche (elegidos al gusto de cada concursante), dónde otras diez más fueron eliminadas del concurso.
- Las cinco restantes (finalistas) se sometieron a una pregunta por parte del jurado, quien determinó las posiciones finales y a la ganadora, Miss Teen USA 2016.

#### Jurado final
Estos son miembros del jurado que evaluaron a las cuarto, semi y finalistas que eligieron a Miss Teen USA 2016:
- Eva Marie, luchadora libre profesional, modelo y actriz estadounidense.
- Hilary Cruz, actriz, modelo y reina de belleza estadounidense; Miss Teen USA 2007.
- Keylee Sanders, actriz, modelo y empresaria estadounidense; Miss Teen USA 1995.
- Lu Parker, actriz, periodista, escritora y animalista estadounidense; Miss USA 1994.
- Savannah Keyes, cantante estadounidense de música country.

### Premios especiales oficiales
La Organización Miss USA otorgó dos premios especiales durante las actividades del Miss USA 2016:

#### Miss Simpatía USA 2016
La concursante ganadora al reconocimiento como Miss Simpatía (Miss Congeniality), fue elegida por las mismas concursantes, quienes votaron en secreto por aquella de sus compañeras que reflejaron mejor el sentido de sana competencia, fraternidad, y amistad entre los estados.
- Ganadora:  Rhode Island - Malia Cruz

#### Miss Fotogénica USA 2016
Miss Fotogénica fue elegida por el panel de jueces preliminar, eligiendo a la concursante cuyas fotos fueron las mejores.
- Ganadora:  Alabama - Erin Snow
- Ganadora:  Carolina del Norte - Emily Wakeman

## Relevancia Histórica de Miss Teen USA 2016

### Eliminación de la competencia en trajes de baño
Paula Shugart, presidenta de la organización Miss Universo, anunció que a partir de esta edición se eliminará la competencia en trajes de baño, en sustitución irá el desfile en ropa deportiva, argumentando a los cambios culturales que ha ocurrido en este último tiempo, dando a un enfoque más moderno a la competencia, siguiendo el modelo de Miss Mundo, cuya competencia en trajes de baño fue suprimida en 2014.

### Resultados
- Texas gana por tercera vez el título de Miss Teen USA.
- Alabama, California, Carolina del Norte, Carolina del Sur, Luisiana, Misuri, Tennessee, Texas y Vermont repiten clasificación a semifinales.
- Carolina del Sur clasifica por sexto año consecutivo.
- California y Tennessee clasifican por cuarto año consecutivo.
- Texas clasifica por tercer año consecutivo.
- Delaware clasificó por última vez en 2014.
- Georgia clasificó por última vez en 2013.
- Illinois y Ohio clasificaron por última vez en 2012.
- Nevada clasificó por última vez en 2009.
- Dakota del Sur clasificó por última vez en 1989.

## Candidatas
51 candidatas compitieron en Miss Teen USA 2016:

(En la tabla se utiliza su nombre completo, los sobrenombres van entrecomillados y los apellidos utilizados como nombre artístico, entre paréntesis; fuera de ella se utilizan sus nombres «artísticos» o simplificados)
| Estado/Distrito      | Candidata           | Edad | Residencia    |
| Alabama              | Erin Snow           | 17   | Gadsden       |
| Alaska               | Nneamaka Isolokwu   | 18   | Anchorage     |
| Arizona              | Tristany Hightower  | 17   | Scottsdale    |
| Arkansas             | Makenzie Sexton     | 18   | Cabot         |
| California           | Athenna Crosby      | 18   | San José      |
| Carolina del Norte   | Emily Wakeman       | 19   | Cornelius     |
| Carolina del Sur     | Marley Stokes       | 19   | Lexington     |
| Colorado             | Alexis Wynne        | 18   | Castle Pines  |
| Connecticut          | Katy Brown          | 19   | Hebron        |
| Dakota del Norte     | Paige Mathison      | 17   | Fargo         |
| Dakota del Sur       | Makenzie Falcon     | 18   | Aberdeen      |
| Delaware             | Emily Hutchison     | 18   | Wilmington    |
| Distrito de Columbia | Dylan Murphy        | 18   | Georgetown    |
| Florida              | Gracie Smith        | 17   | Ponce Inlet   |
| Georgia              | Bentley Anna Wright | 17   | Vidalia       |
| Hawái                | Joahnnalee Ucol     | 16   | Kahului       |
| Idaho                | Kate Pekuri         | 18   | Boise         |
| Illinois             | Olivia Pura         | 17   | Deer Park     |
| Indiana              | Lauren Kay Boswell  | 18   | Fishers       |
| Iowa                 | Hannah Bockhaus     | 18   | Tripoli       |
| Kansas               | Madison Moore       | 17   | Olathe        |
| Kentucky             | Christiaan Prince   | 15   | Grayson       |
| Luisiana             | Ellie Picone        | 16   | Covington     |
| Maine                | Jessica Stewart     | 18   | Unity         |
| Maryland             | Amy Ingram          | 19   | Germantown    |
| Massachusetts        | Alexis Frasca       | 17   | Franklin      |
| Míchigan             | Unjaneé Wells       | 18   | Ypsilanti     |
| Minesota             | Sophia Primozich    | 17   | Minnetonka    |
| Misisipi             | Lauren Rymer        | 18   | Natchez       |
| Misuri               | Dallas Ezard Lehman | 19   | Camdenton     |
| Montana              | Jami Forseth        | 19   | Huntley       |
| Nebraska             | Erika Etzelmiller   | 18   | Lincoln       |
| Nevada               | Carissa Morrow      | 17   | Henderson     |
| Nueva Jersey         | Gina Mellish        | 17   | Oceanport     |
| Nueva York           | Natalia Terrero     | 17   | Commack       |
| Nuevo Hampshire      | Valeria Podobniy    | 18   | Amherst       |
| Nuevo México         | Margeaux Greene     | 16   | Sandia Park   |
| Ohio                 | Olivia Turk         | 18   | Dublín        |
| Oklahoma             | Hellen Smith        | 17   | Oklahoma City |
| Oregón               | Mikaela Bruer       | 17   | Dallas        |
| Pensilvania          | Sydney Dolanch      | 18   | Pittsburgh    |
| Rhode Island         | Malia Cruz          | 19   | Warwick       |
| Tennessee            | Savannah Chrisley   | 18   | Nashville     |
| Texas                | Karlie Hay          | 18   | Tomball       |
| Utah                 | AbbyJade Larson     | 17   | North Logan   |
| Vermont              | Tammy Vujanovic     | 16   | Burlington    |
| Virginia             | Gracyn Blackmore    | 16   | Bristol       |
| Virginia Occidental  | Cassy Trickett      | 18   | St. Marys     |
| Washington           | Claire Wright       | 18   | Fall City     |
| Wisconsin            | Karly Knaus         | 18   | Plymouth      |
| Wyoming              | Shelly McRoberts    | 18   | Kemmerer      |

## Datos acerca de las delegadas
Algunas de las delegadas nacieron o viven en otro estado o región al que representarán, o bien, tienen un origen étnico distinto:
- Nneamaka Isolokwu (Alaska) nació en Nigeria.
- Athenna Crosby (California) tiene ascendencia danesa y venezolana.
- Katy Brown (Connecticut) radica en Rhode Island.
- Makenzie Falcon (Dakota del Sur) tiene ascendencia mexicana.
- Dylan Murphy (Distrito de Columbia) tiene ascendencia irlandesa, filipina, franco-canadiense y alemana.
- Olivia Pura (Illinois) tiene ascendencia polaca.
- Lauren Boswell (Indiana) y Carissa Morrow (Nevada) nacieron en el estado de Tennessee.
- Natalia Terrero (Nueva York) tiene ascendencia dominicana.
- Valeria Podobniy (Nuevo Hampshire) nació en Letonia, y tiene ascendencia ucraniana y rusa.
- Sydney Dolanch (Pensilvania) radica en el estado de Virginia Occidental.
- Malia Cruz (Rhode Island) tiene ascendencia italiana y hawaiana.
- Tammy Vujanovic (Vermont) tiene ascendencia yugoslava.
- Shelly McRoberts (Wyoming) nació y se crio hasta los 16 años en el estado de Texas.

Otros datos significativos de algunas delegadas:
- Makenzie Sexton (Arkansas) es hija de Miss Missouri USA 1992, Tonya Snodgrass, quien participaron sin éxito en Miss USA 1992.
- Jessica Stewart (Maine) es gimnasta artística desde los 8 años.
- Dallas Ezard (Misuri) es hija de Miss Missouri USA 1993, Stephanie Nunn, quien participaron sin éxito en Miss USA 1993.
- Savannah Chrisley (Tennessee) fue protagonista en el Reality Show estadounidense "Chrisley Knows Best".

## Países disponibles
La transmisión de Xbox Live fue disponible solamente en estos países:
| - Alemania - Argentina - Australia - Brasil - Canadá - Chile - Colombia - EAU - España - Estados Unidos | - Francia - Irlanda - Italia - México - Nueva Zelanda - Portugal - Reino Unido - Rusia - Sudáfrica |